# カチカチてれび
『カチカチてれび』は、2000年4月3日から2002年3月29日までサガテレビで毎週月曜 - 金曜の夕方に放送されていた情報番組である。
当初は放送時間30分未満の単独番組で、その当時は『とれたて情報 カチカチてれび』（とれたてじょうほう カチカチてれび）と題して放送されていたが、2001年春の改編で『STSスーパーニュース』との2部構成2時間ワイド『STS情報ワイド』に内包された。それに合わせて『STS情報ワイド カチカチてれび』（エスティーエスじょうほうワイド カチカチてれび）と改題し、同時に放送時間が54分に拡大した。

## 放送時間・出演者
| 期間                                | 期間      | 放送時間      | 総合司会  | 情報キャスター   | ニュースキャスター |
| ----------------------------------- | --------- | ------------- | --------- | ---------------- | ------------------ |
| 2000.4.3                            | 2001.3.30 | 17:25 - 17:54 | 内田信子  | （不在）         | （不在）           |
| 2001.4.2                            | 2002.3.29 | 17:00 - 17:54 | 石井理加1 | 千住綾・鶴丸英樹 | 村岡格1            |
| - 1 『STSスーパーニュース』と兼務。 |           |               |           |                  |                    |

## 備考
- 深夜に再放送されていた時期がある[3]。
- 『FNNスーパーニュース』のコーナー「文化芸能部」をネットしていたことがある。